# Johan Wiland
Johan Wiland (Borås, 24 januari 1981) is een Zweeds voetballer die dienstdoet als doelman. Hij verruilde in januari 2009 IF Elfsborg voor FC Kopenhagen. Wiland debuteerde in 2007 in het Zweeds voetbalelftal.

## Clubcarrière
Wiland stroomde in 1997 door vanuit de jeugd van IF Elfsborg, waarvoor hij vervolgens meer dan 200 competitiewedstrijden speelde. Hij won met de club één keer het Zweedse landskampioenschap en tweemaal de nationale beker. In januari 2009 stapte hij over naar FC Kopenhagen.

## Interlandcarrière
Wiland behoorde vanaf tot de selectie van het Zweeds voetbalelftal. Onder leiding van bondscoach Lars Lagerbäck maakte hij op 18 januari 2007 zijn interlanddebuut in een oefeninterland in en tegen Ecuador (2-1 nederlaag). Hij viel in dat duel na 45 minuten in voor John Alvbåge. Andere debutanten in die wedstrijden namens Zweden waren Niklas Sandberg en Pontus Wernbloom. Wiland  maakte deel uit van de Zweedse selectie voor Euro 2008 en Euro 2012.

## Erelijst
IF Elfsborg
- Zweeds landskampioen

2006
 Malmö FF
- Zweeds landskampioen

2016
 FC Kopenhagen
- Deens landskampioen

2011, 2013